# Muze (Vesle)
Die Muze ist ein kleiner Fluss im Norden von Frankreich, der im Département Aisne der Region Hauts-de-France südöstlich der Stadt Soissons verläuft.

## Geographie

### Verlauf
Die Muze entspringt unter dem Namen Ruisseau de Chouy im Gemeindegebiet von Arcy-Sainte-Restitue, verläuft generell Richtung Nordost und mündet nach insgesamt rund 17 Kilometern an der Gemeindegrenze von Mont-Notre-Dame und Quincy-sous-le-Mont als linker Nebenfluss in die Vesle. Im Unterlauf begleitet die Muze die Bahnstrecke Trilport–Bazoches.

### Orte am Fluss
(Reihenfolge in Fließrichtung)
- Arcy-Sainte-Restitue
- Loupeigne
- Bruys
- Lhuys
- Tannières
- Mont-Notre-Dame
- Quincy-sous-le-Mont